# Dompierre-aux-Bois
Dompierre-aux-Bois ist eine französische Gemeinde mit 37 Einwohnern (Stand: 1. Januar 2022) im Département Meuse in der Region Grand Est. Sie gehört zum Kanton Saint-Mihiel im Arrondissement Commercy.
Nachbargemeinden sind Dommartin-la-Montagne im Norden, Hannonville-sous-les-Côtes im Nordosten, Saint-Maurice-sous-les-Côtes und Vigneulles-lès-Hattonchâtel im Osten, Lamorville im Südosten, Seuzey im Südwesten, Lacroix-sur-Meuse im Westen sowie Vaux-lès-Palameix im Nordwesten.

## Bevölkerungsentwicklung
| Jahr      | 1962 | 1968 | 1975 | 1982 | 1990 | 1999 | 2008 | 2019 |
| --------- | ---- | ---- | ---- | ---- | ---- | ---- | ---- | ---- |
| Einwohner | 61   | 49   | 45   | 44   | 51   | 45   | 50   | 38   |